# Rip Curl
Rip Curl és una marca australiana de roba esportiva per a la pràctica del surf i un destacat patrocinador d'aquest esport. A nivell mundial, Rip Curl és considerat una de les Big Three de la indústria del surf al costat de Quiksilver i Billabong.
Rip Curl també dissenya roba per a la pràctica del monopatí de carrer, el surfskate, l'acroesquí, el surf de neu i el surfesquí.

## Història
L'empresa va ser creada el 1969 per Doug Warbrick i Brian Singer a Torquay, a l'estat de Victòria, com a fabricant de planxes de surf. El 1970, van decidir començar la producció de vestits de neoprè, amb el propòsit a transformar la tecnologia del busseig en un vestit de neoprè adequat per al surf. Alan Green va ser un empleat de Rip Curl que va desenvolupar els primers pantalons curts Quiksilver a la Rip Curl Factory el 1970.
El 2019, el periodista esportiu Tim Baker va escriure The Rip Curl Story, un llibre que documenta els cinquanta anys d'història de l'empresa.